# San Luis Acatlán
San Luis Acatlán é uma cidade do estado de Guerrero, no México.